# 石巢3号
石巢3（Rocknest 3）是位于埃奥利斯沼表面的一块岩石，位于火星盖尔撞击坑内皮斯谷和埃俄利斯山（“夏普山”）之间，大致的位置坐标为：4°35′S 137°26′E / 4.59°S 137.44°E。
 
该岩石是在2012年10月，“好奇号”漫游车从布雷德伯里着陆场前往格莱内尔格眺望波因特湖途中所遇到。它高约10厘米（3.9英寸）、宽40厘米（16英寸），成为“好奇号”漫游车上化学相机和阿尔法粒子X射线光谱仪的探测目标。 

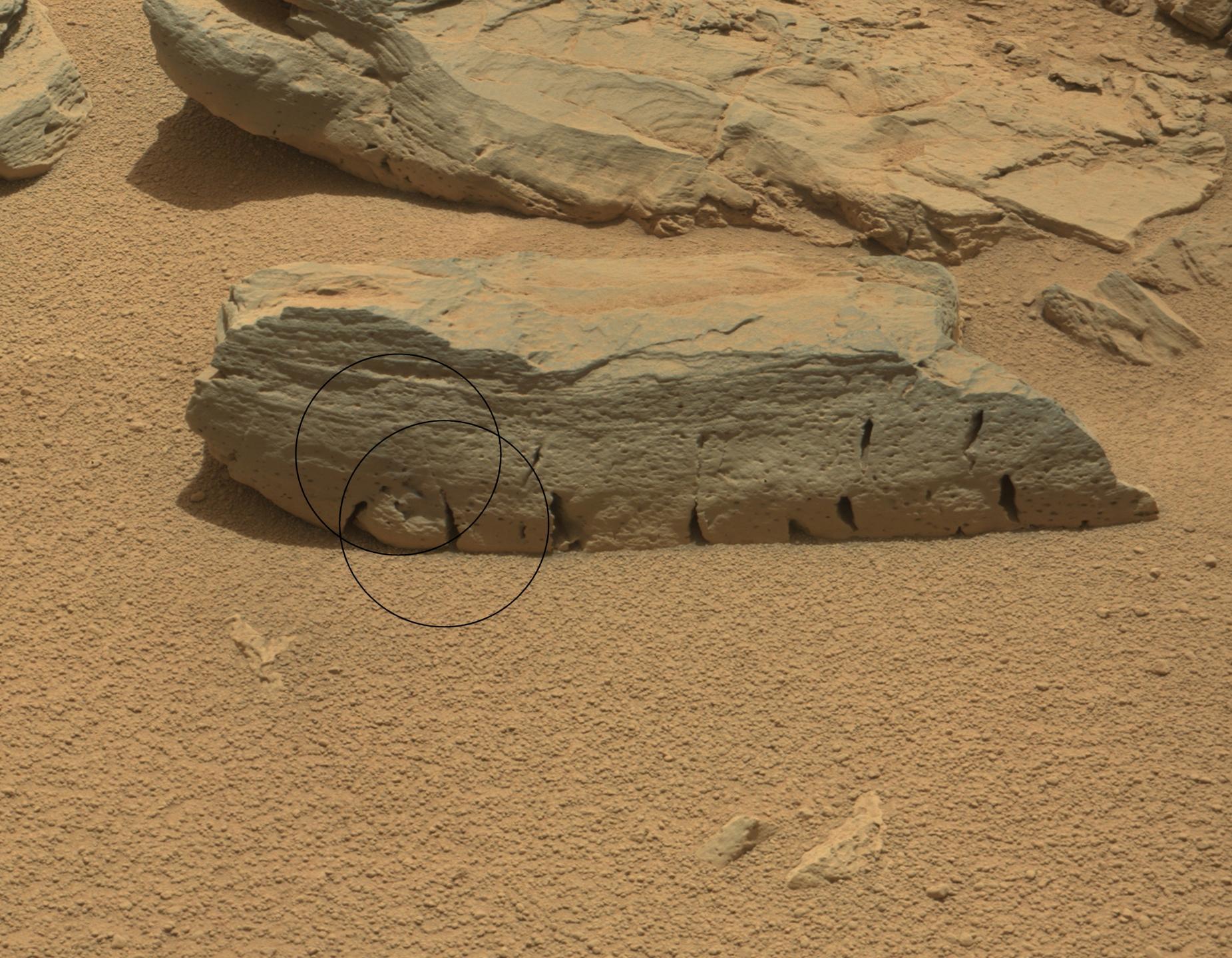
“石巢3”岩石-2012年10月5日，“好奇号”火星车化学相机和阿尔法粒子X射线光谱仪的目标。
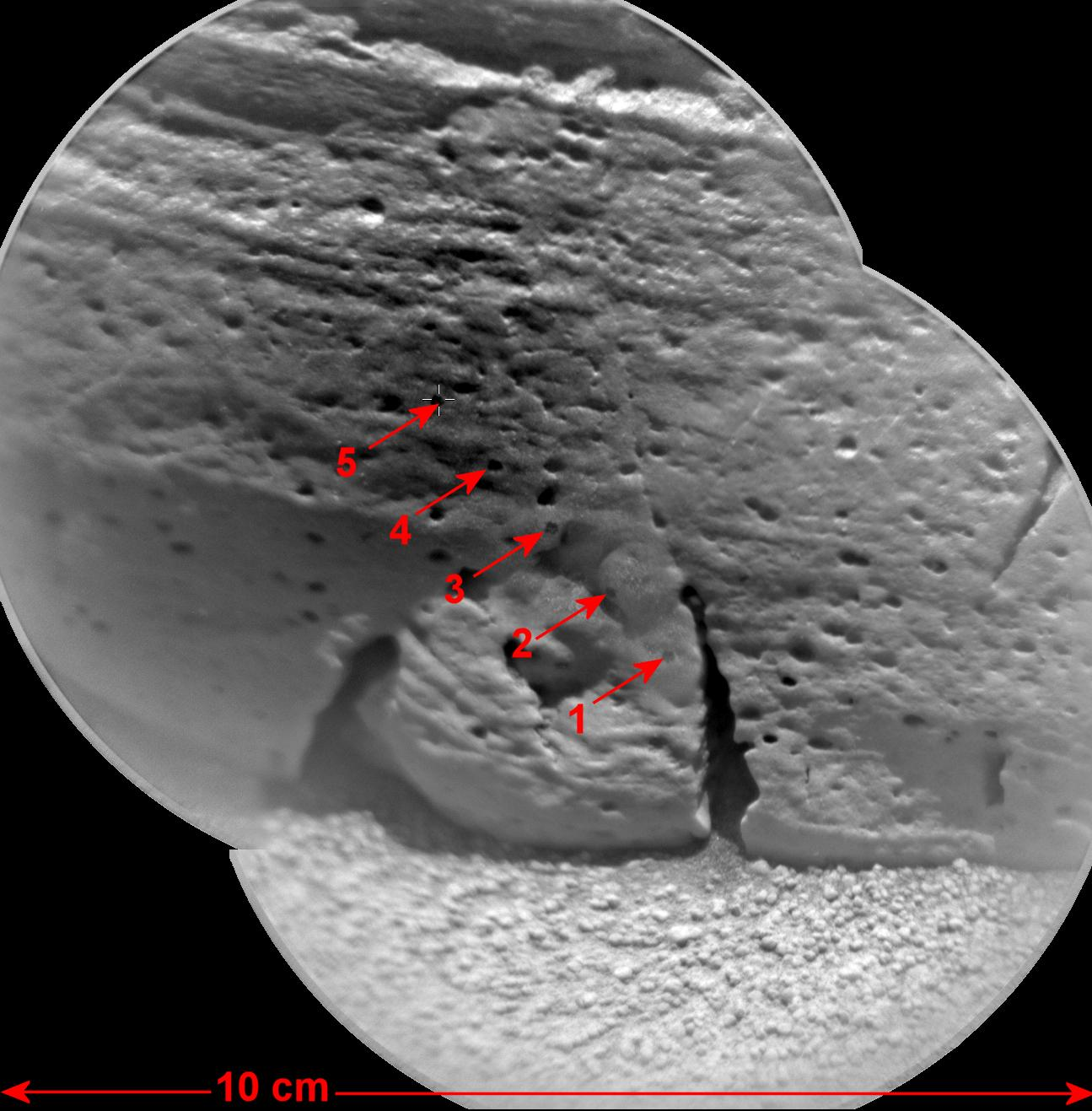
“石巢3”岩石-2012年10月3日，“好奇号”火星车化学相机和阿尔法粒子X射线光谱仪的目标。

## 另请查看
- 埃俄利斯区
- 火星地质
- 火星岩石列表